# Caloptilia leptospila
Caloptilia leptospila là một loài bướm đêm thuộc họ Gracillariidae. Nó được tìm thấy ở Nam Phi.